# Canarium olydium
Canarium olydium is een slakkensoort uit de familie van de Strombidae. De wetenschappelijke naam van de soort is voor het eerst geldig gepubliceerd in 1844 door Duclos.